# Peter Christian Uldahl
Peter Christian Uldahl (1. marts 1778 i Assens – 1. marts 1820 i København) var en dansk pianofortefabrikant.
Han var søn af tjenestepige Birthe Jørgensdatter og var født i Assens, hvor han blev sat i snedkerlære. Som snedkersvend kom han 1801 til København, som han dog straks forlod for ikke at blive presset til militærtjeneste. Han tog med et skib til Sankt Petersborg, hvor han fik interesse for instrumentmageriet. Han uddannede sig videre heri i Prag og Wien og kom 1809 tilbage til København, hvor han med understøttelse af Fonden ad usus publicos året efter etablerede sig og blev den første større pianofortefabrikant her. Han byggede navnlig opstående instrumenter (pyramider og giraffer), der blev meget påskønnede. Også andre modeller kunne han frembringe, og 1812 viste han således fem forskellige på en udstilling arrangeret af Selskabet for indenlandsk Konstflid. 1815 arbejdede han med 22 svende. Men som hans ry hurtigt var vokset op, sank det igen hurtigt; hans instrumenter udvikledes ikke sammen med klaverspillernes stadig stigende fordringer. Da han 1. marts 1820 afgik ved døden, havde han kun to svende. Men han havde i sin levetid produceret ca. 600 instrumenter.
Uldahl blev gift 28. november 1811 i Holmens Kirke med Anna Dorothea Hammond, datter af kancelliråd og postmester Bastian Hammond (1732-1809) og Anna Dorothea Reiersen (1745-1826). Hustruen døde som sindssvag.
Han er begravet på Holmens Kirkegård.
Musikhistorisk Museum har et portrætmaleri af Uldahl.